# Cameron Mitchell (chanteur)
Pour les articles homonymes, voir Cameron Mitchell (homonymie) et Mitchell.
 (septembre 2011).
Si vous disposez d'ouvrages ou d'articles de référence ou si vous connaissez des sites web de qualité traitant du thème abordé ici, merci de compléter l'article en donnant les références utiles à sa vérifiabilité et en les liant à la section « Notes et références ».
Robert Cameron Mitchell (né le 15 février 1990) est un chanteur et compositeur américain de Colleyville, au Texas. Il est surtout connu pour avoir participé à l'émission The Glee Project diffusée sur la chaîne câblée Oxygen, il a quitté la compétition mais était le favori du public. En août 2011, son album Love Can Wait faisait partie du top 25 des téléchargements iTunes. Il a été influencé par John Mayer et surtout les Beatles.

## Carrière

### The Glee Project
Cameron a été pris lors de son audition à Fort Worth où il a chanté sa chanson Love Can Wait où Robert Ulrich a annoncé que « Cameron est unique » ; il est pris dans l'émission The Glee Project.
Il abandonne l'aventure lors de l'épisode Sexuality car c'est la première fois qu'il est confronté à ce mot étant chrétien. Lors de sa discussion avec Ryan Murphy, il admet qu'il avait envisagé de quitter l'aventure depuis un certain temps ; Ryan lui annonce alors qu'il a sauvé Damian J. McGinty, Jr. Même s'il a quitté la compétition, il explique qu'auditionner pour la série est la meilleure décision qu'il ait prise dans sa vie et qu'il ne regrette pas de quitter la compétition : « Vous devez juste suivre vos croyances et je crois que lorsqu'une porte se ferme, une autre s'ouvre et je sens que tout ce passera bien ». 

### L'après-The Glee Project
Cameron avait enregistré un album intitulé Love Can Wait le 1er mai 2010, qui contient des chansons écrites pour des filles, qui deux jours après l'épisode Sexuality a atteint la 16e place du top 25 des téléchargement iTunes[réf. souhaitée].
Il a enregistré avec Damian une vidéo diffusée sur la chaîne câblée Oxygen où ils interprètent la chanson de Michael Bublé Haven't Met You Yet et une chanson diffusée sur la chaîne de vidéo CDTV qu'il a créée avec Damian, un rap original Do you know Whatta mean?.